# Aschiphasma annulipes
Aschiphasma annulipes är en insektsart som beskrevs av John Obadiah Westwood 1834. Aschiphasma annulipes ingår i släktet Aschiphasma och familjen Aschiphasmatidae. Inga underarter finns listade i Catalogue of Life.